# Рыженков, Георгий Дмитриевич
Гео́ргий Дми́триевич Рыженко́в (27 апреля 1924, д. Жильково, Ельнинский уезд, Смоленская губерния, РСФСР, СССР — 24 декабря 2004, Елатьма, Касимовский район, Рязанская область, Россия) — лесничий, писатель-новеллист. Член Союза писателей России (2001). Участник Великой Отечественной войны.

## Биография

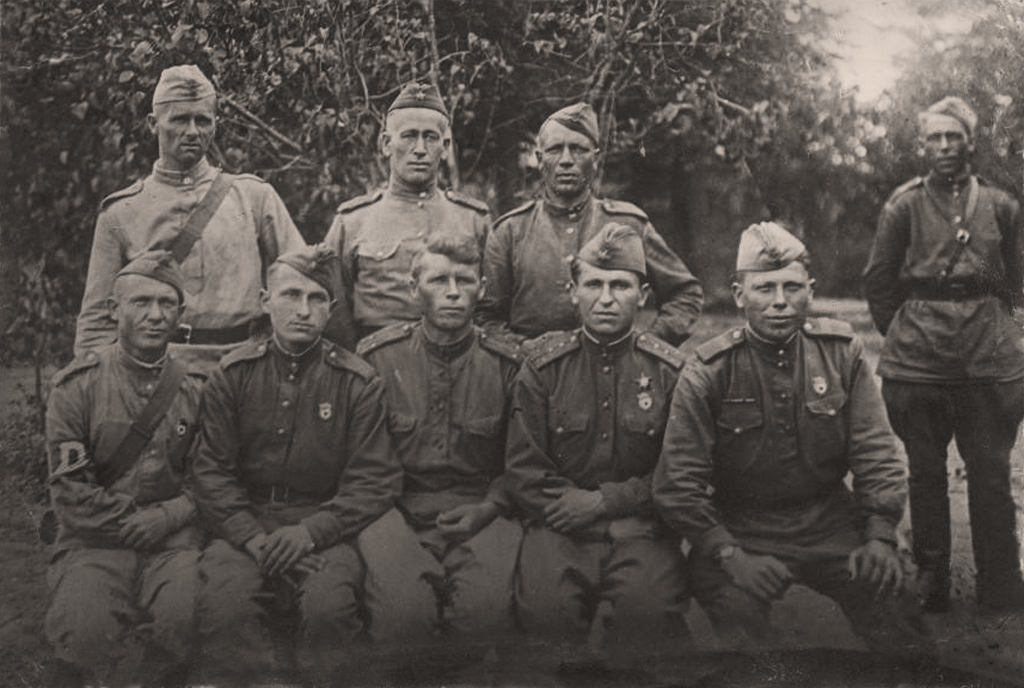
Карлсгоф, май 1945 года

Георгий Дмитриевич Рыженков родился 27 апреля 1924 года в маленькой деревне Жильково Смоленской области.
Во время войны деревня была оккупирована немцами. Семнадцатилетний Георгий ушёл сражаться с фашистами в партизанский отряд имени 24-й годовщины РККА. В феврале 1943 года в составе группы перешёл линию фронта и сопровождал разведку 457-го стрелкового полка по смоленским лесам. Был призван в армию 10 марта 1943 года Всходским РВК, после чего продолжил воевать в регулярных частях Красной Армии — минёром 481-го отдельного сапёрного батальона. 31 августа 1943 года тяжело ранен. После восьмимесячного лечения в госпиталях — снова фронт. Войну закончил в Восточной Пруссии после взятия Кёнигсберга в составе 49-го Гвардейского полка 16-й Гвардейской армии 3-го Белорусского фронта. За свои боевые подвиги Георгий Дмитриевич награждён Орденом Отечественной войны II степени, медалями «За боевые заслуги» и «За взятие Кёнигсберга».

В 1948 году окончил 10-й класс вечерней школы рабочей молодёжи и поступил в Брянский лесохозяйственный институт. После окончания института в 1953 году направлен на работу в село Токарёво Касимовского района. Вывел лесничество из отстающих — и его, талантливого организатора и коммуниста, в 1971 году перевели в Елатьму, тоже на прорыв. Местные жители его назвали главным хранителем здешних лесов. И все они, сосновые, лиственные, посаженные под его началом в обоих лесничествах, растут на двух с лишним тысячах гектаров.
В 2001 году Г. Д. Рыженков становится членом Союза писателей России. Он также лауреат премии «Малая родина» Союза писателей. Почётный гражданин Касимовского района.
Г. Д. Рыженков скончался 24 декабря 2004 года.
В 2009 году в честь 85-летия со дня рождения подвижника-лесничего и писателя земляки доработали рукопись его последней неопубликованной книги, составили и издали сборник «Всплески памяти» со вступительными словами Т. З. Куприной и Б. М. Шишаева.

## Творчество
Рыженков без труда читал интересную книгу природы, понимал её язык. Он, как незаурядный музыкант, слышал музыку луга и леса, различал голоса и звуки природы. А их целая палитра: «гортанный» — у лесной вороны, «серебряный» — у зарянки, «ухарский музыкальный росчерк» зяблика, «свистовая мелодия» иволги, «зов и любовная песня царя ночи — филина», «мелодичные флейтовые вариации» певчего дрозда — всё это «дружный хор певчих», где «словно маленьким молоточком по наковальне вызванивает синица»… А вот в ледоход автору слышался «тонкий хрустальный звон льдин, переходящий в прозрачную мелодию». Поистине нужно было иметь отличный музыкальный слух и обладать большим даром художника, чтобы передать все накопленные впечатления простым, но покоряющим словом! Его новеллы сами, как музыка, идущая из глубины человеческого сердца, нежно и тонко передающая все оттенки и настроения живой приводы. В этой музыке — и журавлиная печаль, и радостная возня муравьиного царства, и жалобы старого дуба…
— Т. З. Куприна
Пять лет познаний лесной науки в институте и тридцать лет работы лесничим непосредственно связывали жизнь с лесом, давая богатый материал для творчества. Георгий Рыженков известен как автор коротких рассказов о природе. Публиковался в центральных газетах, выходивших до реформ миллионными тиражами. Только в «Правде», «Сельской жизни» и «Гудке» опубликовано более ста миниатюр. Много новелл напечатано в «Советской России», «Известиях», «Неделе» и «Лесной газете». Печатался в журналах «Молодая гвардия», «Уральский следопыт», «Лесная новь», «Нижний Новгород», в ежегоднике «На суше и на море» и «Лесном календаре».
Первый сборник произведений с предисловием Л. М. Леонова «Нет милей чудес, чем наш русский лес» вышел в 1963 году. В 1981 году в издательстве «Современник» вышел сборник «Расклоняю ветки» с предисловием П. Л. Проскурина. В 1991 году это же издательство выпустило большим тиражом, а затем тем же тиражом дважды переиздало литературно-художественное издание «Народный месяцеслов» со вступительной статьёй и словарём А. Н. Розова. В этом издании собраны и систематизированы пословицы и поговорки о лесе и природных явлениях. В 1995 году увидела свет книга «Три отрады» — народная мудрость об охоте, рыбалке и грибах, а затем книга о лесном притяжении — «Зелёные всполохи». В 1999 году вышел сборник «У лесной развилки», также помогающий читателю понять язык мудрой природы. Последняя книга рассказов писателя «Призабавные заприметы» издана в 2004 году.

## Книги
- Рыженков Г. Д. Нет милей чудес, чем наш русский лес: Пословицы и поговорки о лесе и его обитателях / Предисл. Л. М. Леонова. — Рязань: Рязанское книжное издательство, 1963. — 128 с. — 15 000 экз.
- Рыженков Г. Д. Расклоняю ветки: Рассказы лесничего / Предисл. П. Л. Проскурина. — М.: Современник, 1981. — 207 с. — 30 000 экз.
- Народный месяцеслов: Пословицы, поговорки, приметы, присловья о временах года и о погоде / Сост. и авт. вводн. текстов Г. Д. Рыженков; Вступ. ст. и словарь А. Н. Розова; Оформ. Т. М. Чирковой. — М.: Современник, 1992. — 127 с. — 300 000 экз. — ISBN 5-270-01376-2.
- Рыженков Г. Д. Три отрады: Народная мудрость об охоте, рыбалке и грибах в пословицах, поговорках, приметах и присловьях. — Шилово: Шиловская типография, 1995. — 108 с. — 5000 экз.
- Рыженков Г. Д. Зелёные всполохи: Книга о лесном притяжении. — Шилово: Шиловская типография, 1995. — 92 с. — 1000 экз.
- Рыженков Г. Д. У лесной развилки: Сборник. — Касимов: Муниципальное предприятие «Касимовская типография», 1999. — 126 с. — 1000 экз.
- Рыженков Г. Д. Призабавные заприметы; Рассказы. — Рязань: Пресса, 2004. — 264 с. — 500 экз. — ISBN 5-86122-134-0.
- Рыженков Г. Д. Всплески памяти / Сост. Т. З. Куприна; Предисл. Б. М. Шишаева. — Елатьма, 2009.

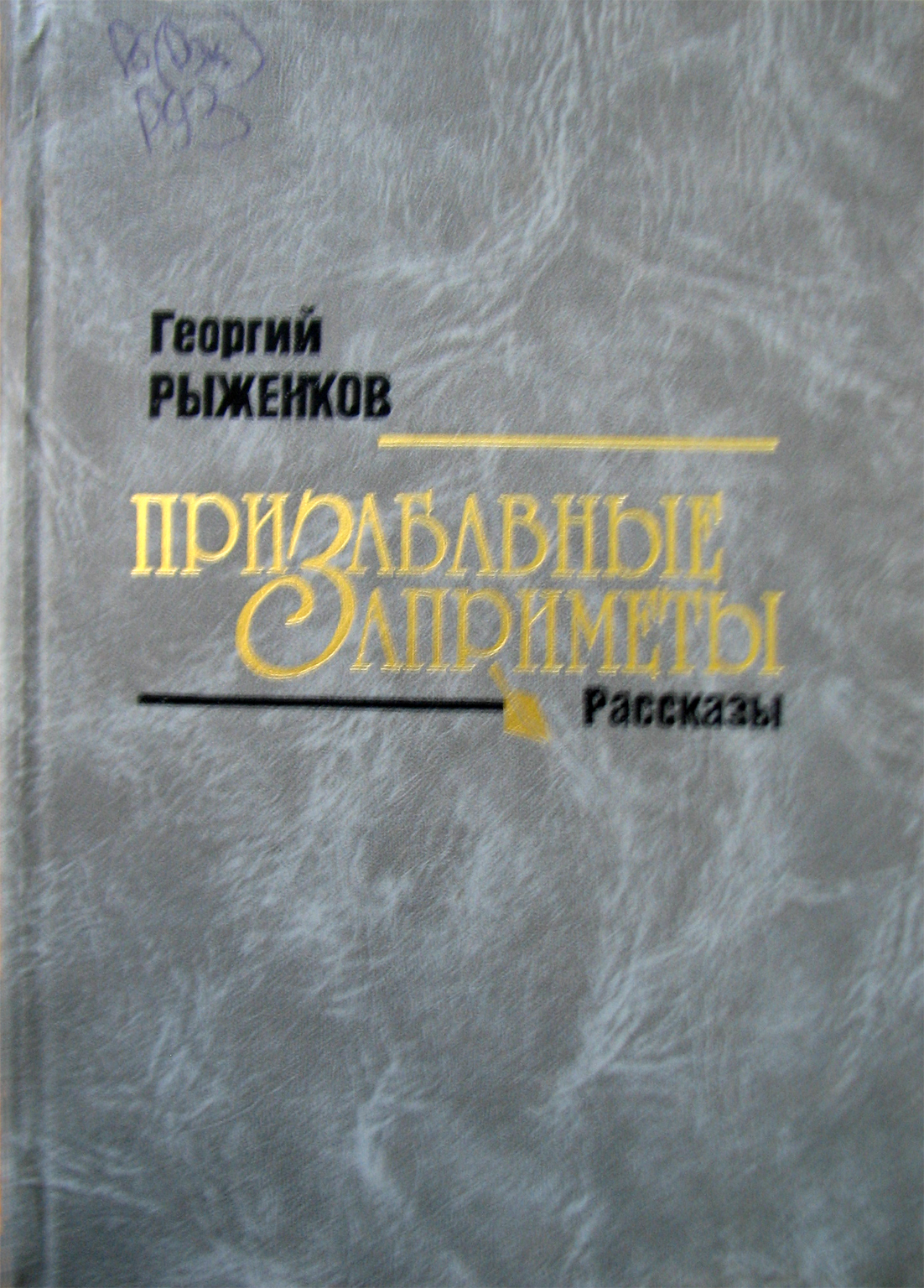
Призабавные заприметы

## Память

Мемориальная доска

- В 2024 году Елатомской поселковой библиотеке присвоено имя Г. Д. Рыженкова. 27 апреля 2024 года на здании библиотеки открыта мемориальная доска[3]